# Anomodon solovjovii
Anomodon solovjovii är en bladmossart som beskrevs av Lazarenko 1933. Anomodon solovjovii ingår i släktet baronmossor, och familjen Thuidiaceae. Inga underarter finns listade i Catalogue of Life.